# Zavar
Zavar è un comune della Slovacchia facente parte del distretto di Trnava, nella regione omonima.
Ha dato i natali a Jozef Karol Viktorin, presbitero, patriota ed editore del Risorgimento slovacco.